# سانت بارتولومي (بافاريا)

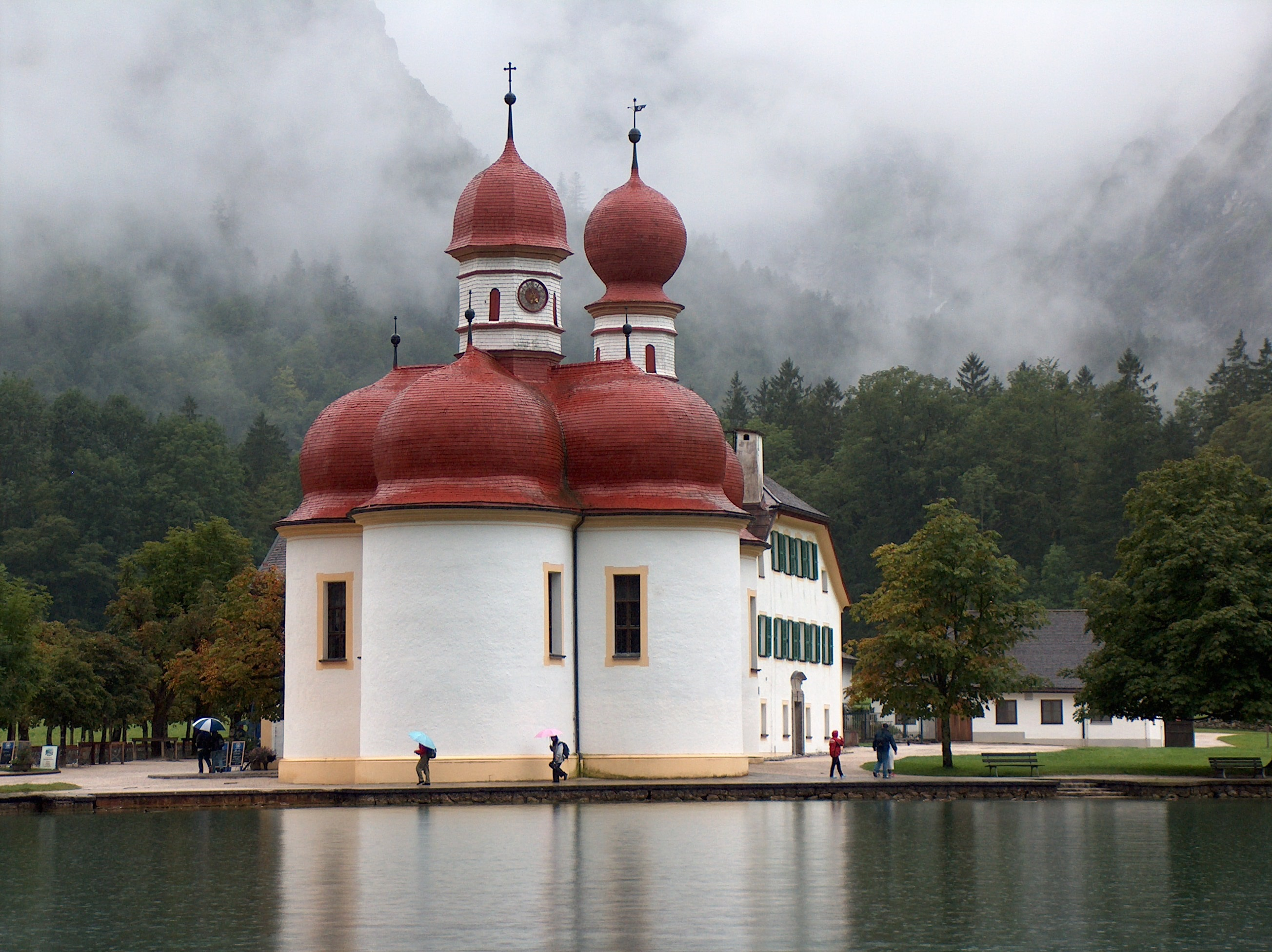
كنيسة سانت بارتولومي.

سانت بارتولومي في بافاريا (بالألمانية: St. Bartholomä)‏ هي كنيسة يحج إليها كثير من المسيحيين في ألمانيا. تقع على شبه جزيرة على شاطيء بحيرة كونيغ سيي في وسط بافاريا. تسمى المنطقة السكنية حولها «شونغاو آم كونيغ سيي». ولا يمكن الوصول إلى شبه الجزيرة إلا بمعديات في البحيرة تربطها بمدن أخرى. ولكن يمكن الوصول إليها سيرا على الأقدام، إلا أن الطريق طويل ووعر ويمر عبر بعض جبال الألب العالية.
بنيت الكنيسة في القرن الثاني عشر. ومنذ القرن الثامن عشر تغير تصميمها وأدخل عليها فن الباروك في المعمار. القديس سانت بارتولومي يعتبر حامي تلك المنطقة التي يعيش فيها فلاحون يربون الأبقار على أعلاي جبال الألب حيث المروج الخضراء ووفرة الغذاء. 
تعلو الكنيسة برجان ذو قبتين في هيئة البصلة ولونهما أحمر. الخارطة الأرضية لكنيسة سانت بارتولومي تشبه الخريطة الأساسية لكنيسة سالسبورغر دوم. تحوي الكنيسة قطع فنية من الخشب من أعمال الفنان «يوزيف شميدت».

## اقرأ أيضا
- بافاريا
- سياحة مسيحية
- ميونيخ
- كومر سيي